# Arábia Saudita nos Jogos Olímpicos de Verão de 1972
A Arábia Saudita competiu nos Jogos Olímpicos de Verão de 1972, realizados em Munique, Alemanha Ocidental.